# طغشاده
طغشاده بخار خدا (پادشاه بخارا) از سال ۶۸۱ تا ۷۳۹ بود. او پسر و جانشین بیندو بود.

## زندگی‌نامه

نقشهٔ خراسان، ماوراءالنهر و تُخارستان

طغشاده متولد حدود سال ۶۸۱ میلادی بود. چند ماه بعد، در جریان فتح مسلمانان ماوراءالنهر، بیندو توسط سردار اموی سلم بن زیاد کشته شد. طغشده که چند ماهه بود، جانشین او شد. با این حال، پادشاهی در واقع توسط مادر طغشاده، خاتون کنترل می‌شد. وی در سنت تاریخی محلی به دلیل حکمت و مدیریت توانمندش مشهور است. گزارش می‌شود که او روزانه دادگاه برگزار می‌کرد، در امور ایالت تحقیق می‌کرد و دستورها و ممنوعیت‌هایی صادر می‌کرد، در حالی که "دویست جوان از صاحبان زمین و شاهزادگان آماده خدمت، با کمربند طلا و شمشیر بریده، در فاصله ایستاده بودند. در سال ۶۷۶، او گروهی را برای کمک به حمله اعراب به سمرقند اعزام کرد.

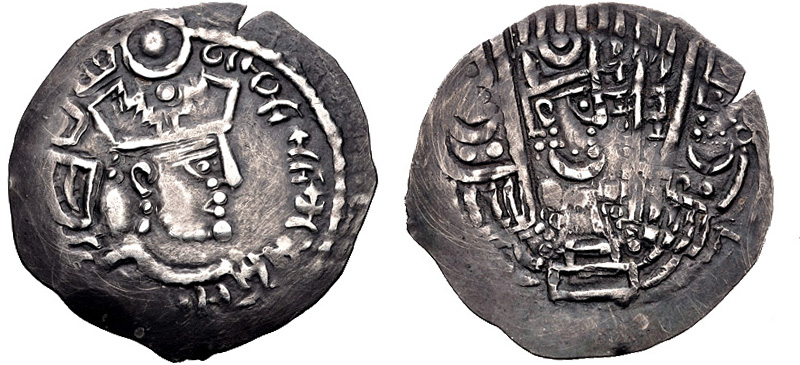
سکه خونوک

در سال ۷۰۶، جنگ داخلی در بخارا و شهرها و شهرکهای اطراف آن آغاز شد. فرمانروای وردانای مجاور، معروف به وردان خدا، بیشتر امپراتوری را تصرف کرده بود، در حالی که یکی از بزرگان سغدی به نام خونوک خدا، موفق شد اشراف بخارا را در اطراف خود جمع کرده و خود را بخار خدای اعلام کند. در همان زمان، قتیبه بن مسلم ، والی جدید اموی خراسان، پیکند، شهری در نزدیک بخارا را تصرف کرده بود. شهر به زودی قیام کرد و اعراب با غارت شهر واکنش نشان دادند. وحشیگری گونی پیکند، جهان سغدی را شوکه کرد، و اشراف بخارایی را زیر نظر خونوک به اتحاد با وردان خدای سوق داد. با این حال، در طول جنگ بین اعراب و سغدیان، وردان خوده کشته شد، که احتمالاً ضربه سنگینی به اتحاد بخارا-وردانا وارد کرد. بخارا مدت کوتاهی پس از تصرف قوطیبه، که خراج ۲۰۰ هزار درهم را وضع کرد، و پادگانی عرب برای امنیت در برابر شورش نصب کرد. در همان زمان، پادشاه سغدی دیگری به نام ترخون، که حاکم سمرقند بود، به اقتدار خلافت اموی اعتراف کرد.  پس از حل و فصل امور در تخارستان، قتیبه بخارا ترمیم به طغشاده جوان، و جناح از Khunuk از جمله خود او اعدام شدند.
بعداً، در ۳/۷۱۲/۳، برای گسترش اسلام در بخارا، قتیبه مسجدی را در ارگ شهر بنا کرد و حتی بومیان را با پرداخت هزینه برای شرکت در نماز تشویق کرد. با این حال، اسلامی شدن بسیار کند پیش رفت و حاکمان بخارا تا سقوط آنها زرتشتی باقی ماندند.    طغشاده، همچنان کوشید تا از خلافت اموی به استقلال برسد و در سال ۷۱۸، همراه با گوراک جانشین ترخون، نارایانا، پادشاه کوماده و تیش، پادشاه چغانیان، او را فرستاد. سفارت در سلسله تانگ چین، جایی که آنها از اعراب درخواست کمک کردند.  در حدود ۷۲۸، شورش ضد عرب در بخارا شروع شد، که یک سال بعد سرکوب شد. طغشاده توسط دو عصبانی ترور شد دهقان اشراف در ۷۳۹، و پسرش جانشین او شد قتیبه، که به افتخار ژنرال بنی امیه نامگذاری شد.